# محطة فوكوشيما النووية الثانية لتوليد الطاقة

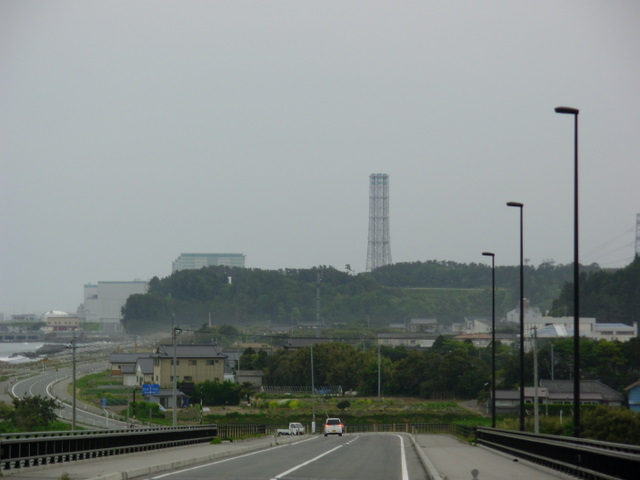
مفاعل فوكوشيما 2 النووي

محطة فوكوشيما النووية الثانية لتوليد الطاقة (باليابانية: 福島第二原子力発電所 فوكوشيما داي إتشي غينريوكو هاتسودينشو) أو «فوكوشيما دايني» هي محطة للطاقة النووية الواقعة في بلدة توميوكا ونارها في منطقة فوتابا من فوكوشيما. مثل فوكوشيما الأول، 11,5 كيلومتر (7.1 ميل) في الشمال، ويتم تشغيله من قبل شركة طوكيو للطاقة الكهربائية.
في يناير 1989، كسرت إحدى شفرات مراوح التبريد لإحدى مضخات تبريد المفاعل في الوحدة 3 مما تسبب كمية كبيرة من كتلة معدنية لتدفق طوال الحلقة الابتدائية. ونتيجة لذلك، تم اغلاق المفاعل باستمرار لفترة طويلة إلى حد كبير، مما يجعل هذه واحدة من أخطر الحوادث في الموقع.

## زلزال 2011
ذكرت وكالة الهندسة النووية الدولية أنه تم إغلاق الوحدات الأربعة كلها بشكل آلي بعد زلزال اليابان الكبير في 11 آذار 2011 .كما أفادت كهرباء طوكيو في اليوم التالي بأن حرارة الوحدات 1 و 2 و 4 قد ارتفعت 100 درجة.